# Nidularium amazonicum
Nidularium amazonicum là một loài thực vật có hoa trong họ Bromeliaceae. Loài này được (Baker) Linden & E.Morren ex Lindm. mô tả khoa học đầu tiên năm 1890.